# Ульрих, Ларс
Ларс У́льрих (дат. Lars Ulrich; род. 26 декабря 1963, Гентофте, Дания) — датский музыкант и продюсер, один из наиболее известных барабанщиков трэш-метала 1980-х годов, сооснователь и постоянный участник (с 1981; наряду с Джеймсом Хетфилдом) группы Metallica.
Его манера игры чрезвычайно разнообразна, начиная от простых ритмов в «The Black Album», до сложных партий на первых дисках группы, таких как «Master of Puppets», «Ride the Lightning» или в «...And Justice for All». Последний был с самыми сложными ритмами из всего творчества группы.

## Биография
Ларс Ульрих родился в очень состоятельной семье профессионального теннисиста Торбена Ульриха. С самого раннего детства путешествовал по всему миру из-за преданности своей семьи теннису. Любовь к музыке ему привил его отец: помимо увлечения теннисом, Торбен Ульрих был талантливым музыкантом. В феврале 1973 Торбен достал пять билетов на концерт Deep Purple на стадионе Копенгагена для своих друзей, но когда выяснилось, что один из них не сможет прийти, билет достался девятилетнему Ларсу. Молодой Ульрих был загипнотизирован концертом и на следующий день приобрёл их альбом Fireball, позже он стал собирать диски Deep Purple, Black Sabbath, Thin Lizzy и т. п. Однако, его отец хотел, чтобы сын стал теннисистом, для чего всё образование Ларса Ульриха было сконцентрировано на спорте. Это привело к тому, что Ларс стал одним из лучших теннисистов Дании в юношеской категории, и достигнув расцвета, занимал места между 10 и 15 в рейтинге. Однако страсть к музыке оказалась сильнее.
Первую ударную установку Ларсу купила на десятилетие бабушка. Ларс сразу хотел начать играть с какой-нибудь группой, однако его отец посоветовал проявить терпение: «Попытайся вначале взять несколько уроков игры на инструменте», на что Ларс ответил: «Я могу научиться за 10 дней. Я живу ради этого».
Ларс Ульрих полностью погрузился в New Wave of British Heavy Metal (NWOBHM), он слушал такие группы как Iron Maiden, Saxon, Trespass, Diamond Head и другие.

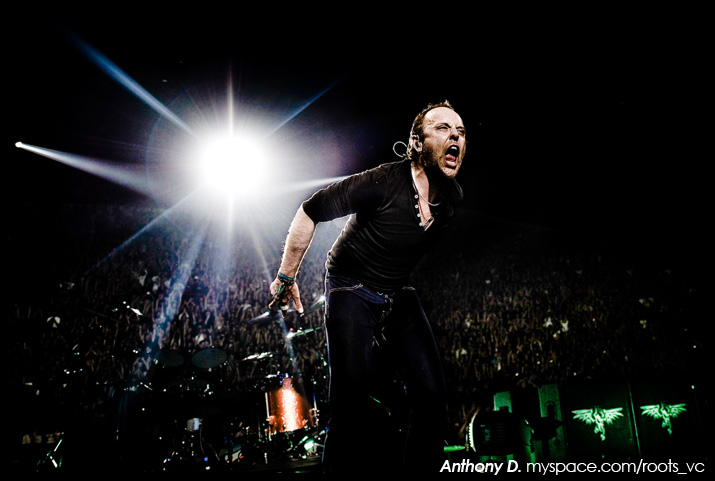
Ларс на сцене во время «World Magnetic Tour» в 2009 г.

В 1979 году отец записал его в академию тенниса во Флориде (США), которую Ларс считал «теннисной тюрьмой». В следующем году семья переехала из Дании в Нью-Порт-Бич рядом с Лос-Анджелесом. Здесь и проявилась его страсть к тяжёлому металлу. Ларс покупает новую ударную установку, которая по сути также была «металлоломом». Впоследствии Джеймс Хэтфилд назвал эту установку «Muppet drum kit», проводя ироничную параллель с установкой Зверя-барабанщика из кукольного «Muppet Show», популярного в то время.
Ларсу было сложно выбрать между карьерой профессионального теннисиста и музыкой. Однако после путешествия в Европу он снова встречается с музыкой своих любимых Diamond Head и проводит некоторое время с группой. Из-за того что поездка Ларса из Лос-Анджелеса в Лондон не была хорошо спланированной, ему было негде остановиться после концерта. Однако ему удалось пройти за сцену и встретиться с группой, там он рассказал им, какой путь он проделал для того, чтобы услышать их. Группа тепло отнеслась к молодому Ульриху, и гитарист Брайан Татлер позволил ему остаться с ними в Бирмингеме, где Ларс провёл следующие несколько недель в туре с группой. Ларс до сих пор остаётся большим поклонником группы и даже помогал им сводить их альбом «The Best of». В Дании он знакомится с местными хеви-металлическими группами. После возвращения в Лос-Анджелес он определяется с выбором: музыка.
В эти дни он знакомится с гитаристом группы Anvil Chorus, Kurdt Vanderhoof, из Сан-Франциско, который убедил его присоединиться к группе, но Ларс хотел остаться в Лос-Анджелесе.
В этом же году Ларс встречает в Downey, Калифорния Джеймса Хэтфилда и они создают группу Metallica. Он стал известен как пионер быстрых ритмов трэш-метала, звучащих во многих песнях группы Metallica, таких как «Metal Militia» из Kill 'Em All, «Fight Fire With Fire» из Ride the Lightning, «Dyers Eve» из ...And Justice for All, и «Battery» из Master of Puppets. Влияние Ларса Ульриха достаточно велико, это связано как с популярностью группы, так и с техникой его игры, например, использованием двух бас-бочек в песне «One» (...And Justice for All) и в начале песни «Enter Sandman» (Metallica/«The Black Album»). Обсуждая Metallica, в октябре 2007 фронтмэн Evile — Мэт Драйк (Matt Drake) заявил, что на «Чёрном альбоме» ударные создают лучший звук ударных, который он когда-либо слышал..

## Дискография

### Metallica
- 1983 — Kill 'em All
- 1984 — Ride the Lightning
- 1986 — Master of Puppets
- 1988 — …And Justice for All
- 1991 — Metallica
- 1996 — Load
- 1997 — Reload
- 2003 — St. Anger
- 2008 — Death Magnetic
- 2016 — Hardwired... To Self-Destruct
- 2023 — 72 Seasons

### Mercyful Fate
- 1993 — In the Shadows (Гость на «Return of the Vampire 1993»)[5]

## Спор с Napster
В апреле 2000 Ульрих становится противником Napster и файлообмена, в то время как Metallica обвиняет Napster в суде в нарушении авторского права и в вымогательстве. В июле 2000 он даёт показания перед Юридическим Советом Сената (Senate Judiciary Committee) после того, как все песни Metallica были обнаружены в свободном доступе. Дело было улажено вне суда, в результате чего больше 300 000 пользователей Napster были забанены. В связи с активным участием в проблемах Napster с законом и в его последующем крахе, Ульрих подвергся значительной критике и насмешкам со стороны пользователей сервиса.

## Личная жизнь
Ульрих был женат дважды. Его первой женой была англичанка Дэбби Джонс. Брак распался после двух лет совместной жизни. Его второй женой была врач скорой помощи Скайлар Сатенштайн в течение семи лет, и у него двое детей от этого брака, Myles (5 августа 1998) и Layne (6 мая 2001). Сатенштайн была прототипом для «Скайлар», любовного увлечения Уилла Хантинга в фильме Умница Уилл Хантинг (англ. Good Will Hunting), так как Сатенштайн и Деймон встречались, когда они оба учились в колледже. Ульрих и Сатенштайн развелись в марте 2004.
Ульрих встречался с датской актрисой Конни Нильсен, известной по фильму «Гладиатор», и у пары появился первый ребёнок, Bryce Thadeus Ulrich-Nielsen, родившийся в Сан-Франциско 21 мая 2007. У Нильсен есть ещё один ребёнок — Себастьян 1990 года рождения.
8 июля 2013 года Ульрих отметил своё незадолго до этого состоявшееся обручение с 29-летней моделью Джессикой Миллер.
Ульрих является известным коллекционером искусства, утверждая, что «тусоваться за сценой с Кид Роком — это круто, но не в большей степени, чем сидеть и смотреть на картины Дюбюффе в течение часа с джином и тоником».

## Факты
- Состояние Ульриха на 2012 год сайт CelebrityNetWorth.Com оценил в 200 миллионов долларов[7].
- Ларс участвовал в игре Who Wants to Be a Millionaire? и выиграл 32 000 $[8].
- Снялся в фильме «Побег из Вегаса» в роли самого себя и в фильме «Хемингуэй и Геллхорн» в роли Йориса Ивенса, голландского режиссёра[источник не указан 313 дней].
- В 6-й серии 6-го сезона телесериала «Доктор Хаус» главный герой, доктор Грегори Хаус, включает пациентке песню Fuel группы «Metallica» и называет Ларса «лучшим барабанщиком всех времен»[источник не указан 313 дней].
- 26 мая 2017 года Ларс Ульрих был награждён рыцарским Орденом Данеброга королевой Дании Маргрете II[источник не указан 313 дней].